# Edie Falco
Edith Falco, conocida como Edie Falco (5 de julio de 1963), es una actriz estadounidense, conocida principalmente por su papel protagonista de Carmela Soprano en la serie de HBO Los Soprano, por el que ganó tres Emmys, dos Globos de Oro y numerosos premios más. Además, interpretó a Diane Wittlesey en la serie Oz y a Jackie Peyton en Nurse Jackie.

## Biografía

### Vida personal
Falco nació en Brooklyn (Nueva York). Es hija de Frank Falco, un artista comercial de ascendencia italiana, que hoy en día es escultor, y Judith Anderson, una actriz retirada sueca. Sus hermanos son Joseph, Paul y Ruth. 
Su tío es el novelista, autor y poeta Edward Falco, un profesor de inglés en la Virginia Tech en Blacksburg, Virginia. Creció en Northport en Long Island. Adoptó un niño al que llamó Anderson Falco.

### Educación
Falco se graduó en la Northport High School en 1981, tras interpretar a Eliza Doolittle en una producción de My Fair Lady. Luego acudió a la SUNY Purchase, en la que coincidió con sus compañeros actores Stanley Tucci y Ving Rhames, con los que aún mantiene amistad.

## Carrera
Su primer éxito en el cine fue un pequeño papel en la película de 1994 de Woody Allen Balas sobre Broadway. Uno de los motivos por los que consiguió el papel fue su amistad con su antiguo compañero de clase en la SUNY Purchase Eric Mendelsohn, quien era en esa época asistente al diseñador de vestuario de Allen, Jeffrey Kurland. Mendelsohn más tarde dirigiría a Falco en su película Judy Berlin, por la que ganó honores a Mejor Director en el Festival de Cine de Sundance. 
Falco, Gillian Anderson (protagonista de The X-Files) y America Ferrera (estrella de Ugly Betty) son las únicas tres actrices en recibir un Globo de Oro, un Emmy y un premio del Sindicato de Actores en el mismo año. Falco ganó esos premios en 2003 por su actuación como Carmela durante la cuarta temporada de la popular serie Los Soprano. Anteriormente, era una intérprete habitual de Oz. También tuvo papeles recurrentes en Law & Order (Ley y orden) y Homicide: Life on the Street. 
Falco ha ganado en total cuatro Emmys, dos Globos de Oro y tres Premios del Sindicato de Actores.
Ha aparecido también en las películas Trust, Cop Land, Random Hearts (Caprichos del destino), Freedomland y Sunshine State, de John Sayles, por la cual recibió el premio de la crítica de Los Ángeles como Mejor actriz de reparto.
En la escena de Broadway, ha actuado en la ganadora del Tony Side Man, en la nueva versión de Frankie and Johnny in the Claire de Lune, junto a Stanley Tucci, y en Night, Mother, junto a Brenda Blethyn.
Fue estrella invitada en tres episodios de 30 Rock.
Además, desempeñó el papel de Jackie Peyton, una enfermera de un hospital de la ciudad de Nueva York, en la serie de humor negro Nurse Jackie, estrenada en 2009 y emitida por la señal de televisión Showtime. Por su interpretación en dicha serie fue nominada en enero de 2010 a los premios Globos de Oro y a los Screen Actors Guild que premiaron a lo mejor de la televisión y cine de la temporada 2009, en la categoría Mejor Actriz de Comedia. Finalmente, ganó por este papel el premio Emmy 2010 como mejor actriz de comedia.

## Filmografía

### Cine
| Año  | Título                    | Papel                                    | Notas                       |
| ---- | ------------------------- | ---------------------------------------- | --------------------------- |
| 1987 | Sweet Lorraine            | Karen                                    | Acreditada como Edith Falco |
| 1989 | The Unbelievable Truth    | Jane, la camarera                        |                             |
| 1989 | Sidewalk Stories          | Mujer en el carruaje                     |                             |
| 1990 | Trust                     | Peg Coughlin                             |                             |
| 1991 | I Was on Mars             | Conductora de taxi                       |                             |
| 1992 | Laws of Gravity           | Denise                                   |                             |
| 1992 | Time Expired              | Ginny                                    | Cortometraje                |
| 1993 | Rift                      | Directora de cine                        |                             |
| 1994 | Bullets over Broadway     | Lorna                                    |                             |
| 1995 | The Addiction             | Jean                                     |                             |
| 1995 | Backfire!                 | Madre                                    |                             |
| 1996 | Layin' Low                | Angie                                    |                             |
| 1996 | The Funeral               | Vocera del sindicato                     |                             |
| 1996 | Breathing Room            | Marcy                                    |                             |
| 1996 | Childhood's End           | Patty                                    |                             |
| 1997 | Hurricane                 | Joanne                                   |                             |
| 1997 | Private Parts             | Amiga de Alison                          | Sin acreditar               |
| 1997 | Cop Land                  | Berta (agente del escuadrón anti bombas) |                             |
| 1997 | Trouble on the Corner     | Vivian Stewart                           |                             |
| 1997 | Cost of Living            | Billie                                   |                             |
| 1998 | Blind Light               | Diana DiBianco                           |                             |
| 1998 | A Price Above Rubies      | Feiga                                    |                             |
| 1999 | Judy Berlin               | Judy Berlin                              |                             |
| 1999 | Stringer                  | Productora de televisión                 |                             |
| 1999 | Random Hearts             | Janice                                   |                             |
| 2000 | Death of a Dog            | Madre                                    |                             |
| 2000 | Overnight Sensation       | Coordinadora del festival                |                             |
| 2002 | Sunshine State            | Marly Temple                             |                             |
| 2004 | Family of the Year        |                                          |                             |
| 2005 | The Girl from Monday      | Jueza                                    |                             |
| 2005 | The Great New Wonderful   | Safarah Polsky                           | Segmento: "Emme's Story"    |
| 2005 | The Quiet                 | Olivia Deer                              |                             |
| 2006 | Freedomland               | Karen Colluci                            |                             |
| 2010 | 3 Backyards               | Peggy                                    |                             |
| 2013 | Gods Behaving Badly       | Artemisa                                 |                             |
| 2016 | The Comedian              | Miller                                   |                             |
| 2017 | Landline                  | Pat Jacobs                               |                             |
| 2017 | Megan Leavey              | Jackie Leavey                            |                             |
| 2017 | Outside In                | Carol Beasley                            |                             |
| 2017 | I Love You, Daddy         | Paula                                    |                             |
| 2018 | Every Act of Life         | Ella misma                               | Documental                  |
| 2018 | Viper Club                | Charlotte                                |                             |
| 2018 | The Land of Steady Habits | Helene Harris                            |                             |
| 2022 | Avatar: The Way of Water  | General Ardmore                          |                             |
| 2024 | Avatar 3                  | General Ardmore                          |                             |
| TBA  | El Tonto                  |                                          |                             |

### Televisión
| Año         | Título                            | Papel            | Notas              |
| ----------- | --------------------------------- | ---------------- | ------------------ |
| 1993 - 1997 | Homicide: Life on the Street      |                  |                    |
| 1993 - 1998 | Law & Order                       |                  |                    |
| 1997        | Oz                                |                  |                    |
| 1999 - 2007 | The Sopranos                      | Carmela Soprano  | Papel protagonista |
| 2004        | Will & Grace                      |                  |                    |
| 2007        | 30 Rock                           |                  |                    |
| 2009 - 2015 | Nurse Jackie                      | Jackie Peyton    | Papel protagonista |
| 2016        | Horace and Pete                   | Silvia           |                    |
| 2021        | American Crime Story: Impeachment | Hillary Clinton  |                    |
| 2023        | La madre                          | Eleanor Williams |                    |

## Premios y nominaciones

### Premios Globo de Oro
| Año  | Categoría                       | Trabajo Nominado | Resultado |
| ---- | ------------------------------- | ---------------- | --------- |
| 2000 | Mejor actriz - Serie dramática  | Los Soprano      | Ganadora  |
| 2001 | Mejor actriz - Serie dramática  | Los Soprano      | Nominada  |
| 2002 | Mejor actriz - Serie dramática  | Los Soprano      | Nominada  |
| 2003 | Mejor actriz - Serie dramática  | Los Soprano      | Ganadora  |
| 2005 | Mejor actriz - Serie dramática  | Los Soprano      | Nominada  |
| 2007 | Mejor actriz - Serie dramática  | Los Soprano      | Nominada  |
| 2008 | Mejor actriz - Serie dramática  | Los Soprano      | Nominada  |
| 2010 | Mejor actriz - Serie de Comedia | Nurse Jackie     | Nominada  |
| 2011 | Mejor actriz - Serie de Comedia | Nurse Jackie     | Nominada  |
| 2014 | Mejor actriz - Serie de Comedia | Nurse Jackie     | Nominada  |
| 2015 | Mejor actriz - Serie de Comedia | Nurse Jackie     | Nominada  |

### Premios Primetime Emmy
| Año  | Categoría                                | Trabajo Nominado | Resultado |
| ---- | ---------------------------------------- | ---------------- | --------- |
| 1999 | Mejor actriz - Serie dramática           | Los Soprano      | Ganadora  |
| 2000 | Mejor actriz - Serie dramática           | Los Soprano      | Nominada  |
| 2001 | Mejor actriz - Serie dramática           | Los Soprano      | Ganadora  |
| 2003 | Mejor actriz - Serie dramática           | Los Soprano      | Ganadora  |
| 2004 | Mejor actriz - Serie dramática           | Los Soprano      | Nominada  |
| 2007 | Mejor actriz - Serie dramática           | Los Soprano      | Nominada  |
| 2008 | Mejor actriz invitada - Serie de comedia | 30 Rock          | Nominada  |
| 2010 | Mejor actriz - Serie de comedia          | Nurse Jackie     | Ganadora  |
| 2011 | Mejor actriz - Serie de comedia          | Nurse Jackie     | Nominada  |
| 2012 | Mejor actriz - Serie de comedia          | Nurse Jackie     | Nominada  |
| 2013 | Mejor actriz - Serie de comedia          | Nurse Jackie     | Nominada  |
| 2014 | Mejor actriz - Serie de comedia          | Nurse Jackie     | Nominada  |

### Premios del Sindicato de Actores
| Año  | Categoría                        | Trabajo Nominado | Resultado |
| ---- | -------------------------------- | ---------------- | --------- |
| 2000 | Mejor reparto - Serie dramática  | Los Soprano      | Ganadora  |
| 2000 | Mejor actriz - Serie dramática   | Los Soprano      | Ganadora  |
| 2001 | Mejor reparto - Serie dramática  | Los Soprano      | Nominada  |
| 2001 | Mejor actriz - Serie dramática   | Los Soprano      | Nominada  |
| 2002 | Mejor reparto - Serie dramática  | Los Soprano      | Nominada  |
| 2002 | Mejor actriz - Serie dramática   | Los Soprano      | Nominada  |
| 2003 | Mejor reparto - Serie dramática  | Los Soprano      | Nominada  |
| 2003 | Mejor actriz - Serie dramática   | Los Soprano      | Ganadora  |
| 2005 | Mejor reparto - Serie dramática  | Los Soprano      | Nominada  |
| 2005 | Mejor actriz - Serie dramática   | Los Soprano      | Nominada  |
| 2007 | Mejor reparto - Serie dramática  | Los Soprano      | Nominada  |
| 2007 | Mejor actriz - Serie dramática   | Los Soprano      | Nominada  |
| 2008 | Mejor reparto - Serie dramática  | Los Soprano      | Ganadora  |
| 2008 | Mejor actriz - Serie dramática   | Los Soprano      | Ganadora  |
| 2010 | Mejor actriz - Serie de comedia  | Nurse Jackie     | Nominada  |
| 2011 | Mejor actriz - Serie de comedia  | Nurse Jackie     | Nominada  |
| 2012 | Mejor actriz - Serie de comedia  | Nurse Jackie     | Nominada  |
| 2013 | Mejor actriz - Serie de comedia  | Nurse Jackie     | Nominada  |
| 2013 | Mejor reparto - Serie de comedia | Nurse Jackie     | Nominada  |
| 2014 | Mejor actriz - Serie de comedia  | Nurse Jackie     | Nominada  |
| 2015 | Mejor actriz - Serie de comedia  | Nurse Jackie     | Nominada  |